# تاینا: یک ماجراجویی در آمازون
تاینا: یک ماجراجویی در آمازون (پرتغالی: Tainá - Uma Aventura na Amazônia) یک فیلم برزیلی محصول سال ۲۰۰۰ به کارگردانی تانیا لامارکا و سرجیو بلوخ است.

## بازیگران
- یونیس بایا در نقش تاینا
- کایو رومی در نقش جونینیو
- روی پولانا در نقش پدر بزرگ تیگی
- ژایرو ماتوس در نقش رودی
- برانکا کامارگو در نقش ایزابل
- الکساندر زکیا در نقش شوبا
- لوسیانا ریگویرا در نقش تیکیری
- چارلز پاراونتی در نقش بوکا
- مارکوس آپولو در نقش بیریبا
- بتی ارتال در نقش خانم مگ
- لوییس کارلوس تورینیو در نقش آقای اسمیت
- نادین وولیوموز در نقش کاتو، میمون (صدا)[۳]
- گیلرمه بریگز در نقش لودو، طوطی (صدا)[۳]
- آلفونسو سگورا در نقش آیدا، میمون (صدا)[۳]
- ژاکلین آراشیدا در نقش یمانجاک

## بازخورد

### پاسخ انتقادی
مطبوعات میانگین نمره ۲٫۹ از ۵ را در سایت آدوروسینما بر اساس رای ۸۲ یادداشت به این فیلم دادند.